# 巴西鼬鯰
巴西鼬鯰，為輻鰭魚綱鯰形目鼬鯰科的其中一種，為亞熱帶淡水魚，分布於南美洲巴西南部及阿根廷的烏拉圭河及拉普拉他河流域，體長可達20.9公分，棲息在底層水域，生活習性不明。